# Новосельцевский сельсовет
Новосельцевский сельсовет — упразднённая административно-территориальная единица, существовавшая на территории Московской губернии и Московской области в 1925—1954 годах.
Новосельцевский сельсовет был образован 23 ноября 1925 года в составе Коммунистической волости Московского уезда Московской губернии путём выделения из Троицкого с/с.
По данным 1926 года в состав сельсовета входили деревни Аббакумово, Новосельцево и Семкино.
В 1929 году Новосельцевский с/с был отнесён к Коммунистическому району Московского округа Московской области. При этом к нему был присоединён Чиверёвский (селения Поведники и Чиверёво) с/с.
7 января 1934 года из Новосельцевского с/с в Троицкий была передана деревня Поведники.
27 февраля 1935 года Новосельцевский с/с был передан в Дмитровский район.
13 мая 1935 года из Жостовского с/с Пушкинского района в Новосельцевский с/с было передано селение Степаньково, а из Новосельцевского с/с в Осташковский с/с Пушкинского района — селение Чиверёво.
4 января 1939 года Новосельцевский с/с был передан в Краснополянский район.
14 июня 1954 года Новосельцевский с/с был упразднён. При этом его территория была объединена с Хлебниковским с/с в новый Красногорский с/с.